# Vilalièr
Vilalièr (en francès Villalier) és un municipi de França de la regió d'Occitània, al departament de l'Aude.